# Денежное обращение
Денежное обращение — движение денег во внутреннем экономическом обороте страны, в системе внешнеэкономических связей, в наличной и безналичной форме обслуживающее реализацию товаров и услуг, а также нетоварные платежи в хозяйстве.

## История возникновения
По мере роста городов, их экономика становилась все более сложной. Появилось разделение труда — люди специализировались в определённой области — кто на выращивании зерновых, кто на гончарном деле, кто на строительстве, и так далее. Развивалась система бартера, при которой люди могли обменивать товары и услуги. При совершении таких сделок стали широко использоваться золото и серебро, которые, правда, приходилось взвешивать и проверять каждый раз, когда они переходили из рук в руки.
Около 600 года до н. э. (по другим данным — не ранее 700 г. до. н. э.), лидийцы нашли оригинальный способ решения этой проблемы. Они начали выплавлять электрум — сплав серебра и золота, отливая из него слитки определённого веса и чистоты, ставя на них государственное клеймо. Идея была подхвачена, и спустя около пятидесяти лет во всех важнейших торговых центрах мира стали осуществлять подобную практику.
Биметаллизм, при котором в качестве эквивалента стоимости использовались два благородных металла (золото и серебро), был популярен во многих странах, особенно в XVI—XIX веках. В созданном в 1865 году Латинском валютном союзе был введён биметаллический стандарт с фиксированным соотношением между серебром и золотом (соотношение 15,5 к 1). В конце XIX века в большинстве стран биметаллизм заменён золотым монометаллизмом, ликвидированным в 1930-х годах.
Повсеместное применение денежного обращения стало причиной установления стандартов цен — подобия современных валютных курсов, позволив проводить торговые операции, не перевозя горы товара для обмена.